# مجموعة ماجد الفطيم
شركة ماجد الفطيم القابضة (اختصارًا MAF) هي مجموعةٌ إماراتيةٌ قابضةٌ، أسسها رجُل الأعمال الإماراتي ماجد الفطيم عام 1995، ويقع مقرّها الرسمّي في إمارة دبي، الإمارات العربية المتحدة. تُدير المجموعة ثلاث شركات تابعة ونشطة، تعمل في مجالات مُختلفة، هي ماجد الفطيم العقارية، وماجد الفطيم للتجزئة وماجد الفطيم للمشاريع. يتركّز نشاطها في مجالات إدارة مراكز التسوّق، والمجتمعات الترفيهية، ومتاجر التجزئة، والفنادق، والمجمّعات السكنية، إلى جانب قطاعي الطاقة وإدارة المرافق، وتنتشر أعمالها في مناطق متعدّدة ضمن منطقة الشرق الأوسط وإفريقيا وآسيا.

## المؤسس
يُعد ماجد الفطيم، مُوسس المجموعة، أحد أهم رجال الأعمال داخل الإمارات العربية المتحدة؛ إذ بدأ مسيرته فيها عام 1992، وتوفي  في ديسمبر 2021. منحه السلطان قابوس بن سعيد بن تيمور آل سعيد وسام السلطانية في ديسمبر 2018.

## العلامات التجارية

### تجارة التجزئة
تمتلك مجموعة ماجد الفطيم حقوق تشغيل علامة كارفور التجارية في أكثر من 30 دولة في الشرق الأوسط وإفريقيا وآسيا، وتُدير الآن أكثر من 465 متجرًا لهذه العلامة في 13 دولة. في عام 2024، أطلقت المجموعة سلسلة متاجر هايبر ماكس للتجزئة، المملوكة لها بالكامل، في كل من الأردن وسلطنة عُمان، وذلك عقب قرارها بإيقاف تشغيل متاجر علامة كارفور التجارية في هذين البلدين. من جانب آخر، تُدير المجموعة عمل العلامة التجارية سوبيكو، ومتاجر مايلي في مصر.

### مراكز التسوق
تُدير مجموعة ماجد الفطيم عددًا من أبرز مراكز التسوق في المنطقة، من بينها مول الإمارات في دبي ومول مصر في القاهرة،  إلى جانب سلسلة سيتي سنتر في كُل من المردف، وألماظة، وديرة، والشارقة، وصحار، وعجمان، والفجيرة، ومعيصم، والبحرين، ومسقط، والقرم، والمعادي، والشندغة، والإسكندرية وبيروت. كما تُشغّل متجار ماي سيتي سنتر في كُل من النصرية، وصور، والبرشاء والظيت، إلى جانب عدد من وجهات التسوق المحلية، مثل متاجر القوز، متاجر الجرينة، متاجر الخان، ومتجار المرقاب.

### المجمعات السكنية
تُدير المجموعة عددًا من المجمعات السكنية المتكاملة في المنطقة، ومن أبرزها الزاهية في الشارقة، والموج مسقط في سلطنة عُمان، تلال الغاف وتلال العرفان في سلطنة عُمان، بالإضافة إلى ووترفرونت سيتي في لبنان.
يُعد مجمع الزاهية مشروعًا مشتركًا بين شركة ماجد الفطيم العقارية وحكومة الشارقة، تحت إشراف شركة الشارقة القابضة. وبوصفه أول مشروع لمدينة متكاملة من نوعها في الشارقة، يجسّد المجمع قيم الإمارة التي تقوم على الأسرة والثقافة والمجتمع.

### الفنادق
تُشغّل المجموعة عددًا من الفنادق ضمن قطاع الفندقة في مناطق مختلفة من دولة الإمارات العربية المتحدة والبحرين. وتشمل هذه الفنادق كُل من ألوفت خور دبي، وكيمبينسكي مول الإمارات، ولو ميريديان سيتي سنتر البحرين، وبولمان سيتي سنتر ريزيدنسيز، وبولمان سيتي سنتر الديرة، وشيراتون مول الإمارات وذا ويستن سيتي سنتر البحرين.
نالت المجموعة في قطاع الفندقة شهادة الريادة في الطاقة والتصميم البيئي من الفئة البلاتينية عن مجموعة فنادقها بالكامل، لتصبح بذلك المجموعة الأولى والوحيدة في العالم التي تحقق هذا الإنجاز.

### الترفيه
تُدير المجموعة العديد من المشاريع في مجال الترفيه، بما في ذلك ماجيك بلانيت، وسكي دبي، وسكي مصر، وليتل إكسبلوررز، وآي فلاي دبي وفوكس سينما.
يُعد سكي دبي أول مُنتجع للتزلج الداخلي في منطقة الشرق الأوسط. يقع في مول الإمارات، ومجموعة من المعالم والأنشطة المتنوعة بما في ذلك فرصة لقاء شخصي مع البطاريق. في عام 2022، فاز سكي دبي بجائزة أفضل منتجع تزلج داخلي في العالم للعام السابع على التوالي، مُنذ فوزه الأول في 2015، ضمن جوائز التزلج العالمية التي تمثل أعلى معايير التميز في قطاع سياحة التزلج. إلى جانب ذلك، حقق سكي مصر المركز الثالث في المنافسات في عام 2022، منافسًا منتجعات من دول مختلفة مثل مصر، وألمانيا، والصين، وإسبانيا ونيوزيلندا.

### أسلوب الحياة
تُدير المجموعة علامات تجارية رائدة في مجال أسلوب الحياة، مثل أبركرومبي آند فيتش، وأولسينتز، وسي بي تو، وكريت اند بريل، وذات كونسيبت، ولولوليمون أثليتيكا، وهوليستر، وليغو، وشيكوتي كوليزيوني وبولترونا فراو.

### الطاقة وإدارة المرافق
تُدير المجموعة شركة إينوڤا في مجال الطاقة، التي تأسست في عام 2002 كمشروع مشترك بينها وبين مجموعة فيوليا. تعمل على توفير حلول لإدارة استهلاك الطاقة وتحقيق الكفاءة في المباني، مما يعزز الاستدامة البيئية ويقلل من التكاليف التشغيلية على المدى الطويل. تدير الشركة اليوم أكثر من 350,000 عقار في منطقة الشرق الأوسط، مما يجعلها بارزة في تقديم خدمات الطاقة وتوفير الطاقة الخضراء.

## وصلات خارجية
- الموقع الرسمي